# Liste der Bodendenkmäler in Oy-Mittelberg
Auf dieser Seite sind die Bodendenkmäler in der schwäbischen Gemeinde Oy-Mittelberg zusammengestellt. Diese Tabelle ist eine Teilliste der Liste der Bodendenkmäler in Bayern. Grundlage ist die Bayerische Denkmalliste, die auf Basis des Bayerischen Denkmalschutzgesetzes vom 1. Oktober 1973 erstmals erstellt wurde und seither durch das Bayerische Landesamt für Denkmalpflege geführt wird. Die folgenden Angaben ersetzen nicht die rechtsverbindliche Auskunft der Denkmalschutzbehörde.

## Bodendenkmäler der Gemeinde Oy-Mittelberg

### Bodendenkmäler in der Gemarkung Mittelberg
| Lage                  | Objekt | Akten-Nr.     | Bild |
| --------------------- | --- | ------------- | ---- |
| Mittelberg (Standort) | Burgstall des Mittelalters.                                                                                       | D-7-8328-0019 |      |
| Mittelberg (Standort) | Burgstall des Mittelalters (Haslach).                                                                             | D-7-8328-0020 |      |
| Mittelberg (Standort) | Mittelalterliche und frühneuzeitliche Befunde im Bereich der Katholischen Filialkirche St. Anna in Oy.            | D-7-8328-0034 |      |
| Mittelberg (Standort) | Mittelalterliche und frühneuzeitliche Befunde im Bereich der Katholischen Pfarrkirche St. Michael in Mittelberg.  | D-7-8328-0059 |      |
| Mittelberg (Standort) | Frühneuzeitliche Befunde im Bereich des Pestfriedhofs bei Mittelberg.                                             | D-7-8328-0060 |      |
| Mittelberg (Standort) | Frühneuzeitliche Befunde im Bereich der Katholischen Filialkirche St. Wolfgang in Haslach.                        | D-7-8328-0066 |      |
| Mittelberg (Standort) | Frühneuzeitliche Befunde im Bereich der Katholischen Filialkirche Hl. Drei-König in Bachtel.                      | D-7-8328-0077 |      |
| Mittelberg (Standort) | Mittelalterliche und frühneuzeitliche Befunde im Bereich der Katholischen Pfarr- und Wallfahrtskirche Maria Rain. | D-7-8329-0021 |      |

### Bodendenkmäler in der Gemarkung Petersthal
| Lage                  | Objekt | Akten-Nr.     | Bild |
| --------------------- | --- | ------------- | ---- |
| Petersthal (Standort) | Burgstall des Mittelalters (Burgkranzegg).                                                                              | D-7-8328-0017 |      |
| Petersthal (Standort) | Burgstall des Mittelalters (Alt-Burgkranzegg).                                                                          | D-7-8328-0018 |      |
| Petersthal (Standort) | Mittelalterliche und frühneuzeitliche Befunde im Bereich der Katholischen Pfarrkirche St. Peter und Paul in Petersthal. | D-7-8328-0057 |      |
| Petersthal (Standort) | Frühneuzeitliche Befunde im Bereich des Pestfriedhofs bei Petersthal.                                                   | D-7-8328-0061 |      |
| Petersthal (Standort) | Mittelalterliche und frühneuzeitliche Befunde im Bereich der Katholischen Filialkirche St. Katharina in Riedis.         | D-7-8328-0088 |      |